# João Martins de Soalhães
João Martins de Soalhães (Marco de Canaveses, Soalhães, c. 1253 - Braga, 1º de maio ou 1º de dezembro de 1325) foi um prelado português.

## Família
Por laços de sangue, D. João Martins de Soalhães descendia da família dos Portocarreiro, então poderossíssima em Portugal, sendo filho de Lourenço Martins e de sua mulher Fruela Viegas de Portocarreiro (c. 1230 -), que terá herdado bens em Soalhães, filha bastarda de D. Egas Henriques de Portocarreiro, "o Bravo" (1146 -?).
É referido como seu «familiar» no Testamento do Deão da Sé de Braga D. Fernão Anes de Portocarreiro, o que levou algumas genealogias a dizer que era filho do Abade D. Martim Lourenço de Portocarrero, o que a cronologia não permite. Ao que tudo indica, sua mãe Froile Viegas era uma filha bastarda de D. Egas Henriques de Portocarreiro, Senhor de Soalhães, que aqui foi herdada. D. João Martins seria portanto filho de uma prima-direita (bastarda) do Deão D. Fernão Anes de Portocarreiro, parentesco a que se aplica bem a designação de familiar, sem mais especificações. A carreira eclesiástica de D. João Martins terá estado assim sob a protecção de seu tio, o Arcebispo de Braga D. João Veegas de Portocarreiro, meio-irmão de sua mãe.

## Biografia
Estudou na Universidade de Paris.
Sendo Capelão de D. Dinis I de Portugal foi nomeado Cónego da Sé de Coimbra e nesta dignidade foi enviado pelo Rei a Roma, aos Estados Pontifícios, donde voltou em 1290, com o interdito que pesava sobre o Reino levantado.
Em 1291 já era Cónego da Sé de Lisboa, e a 14 de março de 1294 15.º Bispo desta Diocese de Lisboa até 1312 ou 1313.
Alçado ao governo da Diocese em começos de 1294, fundava pouco depois o Convento de Santa Clara de Lisboa, em 1295, isentava o Mosteiro de Odivelas, como parte do padroado régio, da jurisdição da diocese de Lisboa. Por seu turno, conseguiu de D. Dinis I diversos privilégios para a sua Sé, tendo acompanhado o monarca numa viagem que este realizou a Aragão em 1304.
Instituiu a 13 de maio de 1304 o grande Morgado de Soalhães, do qual foi 1.º Senhor, com bens em Coimbra, Viseu, Lisboa e Porto e o direito de apresentar um Cónego na Sé de Lisboa. Esta instituição foi confirmada por D. Dinis I a 20 de fevereiro de 1305. Na instituição, o Bispo nomeava seus filhos, a que chama «criados», chamando em primeiro lugar para a sucessão Vasco Anes.
Em 1306, participou num concílio provincial, respondendo ao apelo do seu metropolita (que então era o arcebispo de Santiago de Compostela, e não o de Braga), tendo assistido a um outro em 1310.
Entretanto, em 1307, convocara um sínodo diocesano, destinado a reformar a sua igreja, tendo decretado novas constituições sinodais.
Foi, depois, Embaixador a Castela e a Roma, aos Estados Pontifícios, e, finalmente, em 1313, 21.º Arcebispo de Braga Primaz das Espanhas. Em 1313, morrendo o Arcebispo de Braga D. Martinho Pires de Oliveira, foi promovido ao governo da Sé Primaz, à frente da qual se manteve até morrer, em  1º de maio ou  1º de dezembro de 1325. Foi sepultado na Sé de Braga, na Sacristia do Tesouro.

## Descendência
Teve os seguintes filhos: 
- Maria Anes de Soalhães (c. 1275 - 1309), primeira mulher de seu meio primo D. Rui Lourenço de Portocarrero (c. 1255 - a. 1321), Cavaleiro Fidalgo, casado segunda vez em 1310 sem geração com Maria Martins de Freitas, por seu turno viúva com geração de Aires Pais de Toroselho, com geração
- Vasco Anes de Soalhães (c. 1280 -), legitimado por Carta Real de D. Dinis I de 28 de janeiro de 1308, na qual lhe chama Vasco Anes, seu vassalo, filho de D. João, Bispo de Lisboa, 2.º Senhor do Morgado de Soalhães, casado primeira vez com Leonor Rodrigues Ribeiro, morta pelo marido, que, segundo o Conde D. Pedro, «fez torto a seu marido (...) com huum cavaleyro que ouve nome Joham Rodriguez Redomdo filho de Rodrigo Annes Redomdo amdando ella em casa delrey dom Doniz e mandoa ell porem matar por justiça», com geração, e casado segunda vez com Estevainha Gonçalves Pereira (- d. 4 de maio de 1337), da qual foi primeiro marido, sem geração
- Martim Anes de Soalhães, depois Martim Anes de Avô, 1.º Senhor do Morgado de Avô, casado, com geração feminina
- Rodrigo Anes de Soalhães, casado com Maior Esteves Mafaldo (c. 1295 -), com geração feminina
- Constança Eanes[1].